# Sanlam Maroc
Saham Assurance, créée en 1960, est une compagnie marocaine internationale d'assurance. Elle est devenue filiale du groupe sud-africain Sanlam et a depuis adopté la dénomination du groupe.

## Histoire
Créée en 1949 sous le nom de Compagnie Nord-africaine et Intercontinentale d'Assurance. Elle devient 16 ans plus tard filiale de la Caisse de dépôt et de gestion. 
En 1997, l'État cède les parts qu'il détient dans cette compagnie à Arab Insurance Group, qui devient alors l'actionnaire majoritaire en détenant 67 % du capital.
En 2001, la Compagnie Nord-africaine et Intercontinentale d'Assurance change de nom pour devenir CNIA Assurance et entreprend un vaste chantier de restructuration.
Rachetée en 2005 par le groupe Saham, CNIA Assurance aspire à devenir un des acteurs majeurs de l'assurance au Maroc. Dans ce sens, elle rachète en 2007 l'assureur marocain ES SAADA.
En juin 2009, CNIA Assurance fusionne avec les assurances ES SAADA et devient CNIA SAADA Assurance.
En novembre 2010, le groupe Saham rachète 92 % du groupe d'assurance panafricain Colina appartenant à l'homme d'affaires Michel Pharaon, s'installant ainsi dans 11 nouveaux pays.
En novembre 2013, Saâd Bendidi (ex-président du groupe ONA) est nommé PDG de CNIA SAADA, avec pour mission intérimaire de transformer CNIA SAADA en Saham Group. 
En mars 2014, la compagnie et l'ensemble de ses filiales en Afrique et au Moyen-Orient (excepté au Liban) changent de nom pour devenir Saham Assurance,.
En octobre 2016, Saham Assurance signe une convention de partenariat avec Versus Bank à Abidjan
En octobre 2018, Sanlam, premier groupe d’assurance en Afrique avec une capitalisation boursière de 16 milliards de dollars, a procédé à l’acquisition de la totalité des filiales Saham Assurance du groupe SAHAM, en augmentant sa participation dans le capital de Saham Finances pour passer de 46,6% à 100%. 

## Chiffres clés
L’assureur est présent dans une vingtaine de pays à travers ses 44 filiales et emploie près de 2 000 collaborateurs. 
En 2013, le chiffre d’affaires de Saham assurance atteint 10,01 milliard USD.

## Direction
En janvier 2017, le P-DG de la société, Ahmed Mehdi Tazi, démissionne. Le conseil d'administration décide alors de nommer Nadia Fettah Alaoui, qui est issue initialement de CNIA Assurance,  présidente du Conseil d’administration, et Moulay Mhamed Elalamy directeur général.
En septembre 2018, à la suite de la démission de Nadia Fettah de son poste de présidente du conseil d’administration et à la décision de Moulay Mhamed Elalamy de quitter ses fonctions de directeur général, le Conseil d’administration de la compagnie nomme Saïd Alj au poste de président du conseil et Christophe Buso à celui de directeur général de la Saham assurance,,.

## Pays d'implantation
- Angola
- Arabie saoudite
- Bénin[11]
- Burkina Faso
- Cameroun[12]
- Congo
- Côte d'Ivoire [11]
- Gabon
- Ghana
- Guinée
- Île Maurice
- Kenya
- Liban
- Madagascar
- Mali
- Maroc
- Niger
- Sénégal[11]
- Togo[11]

En juin 2014, Saham Group acquiert 66 % du capital de la compagnie rwandaise d'assurance et de réassurance Corar-AG pour 10 millions de dollars. Corar-AG possède 17 % du marché de l'assurance rwandaise, ce qui en fait la 3e compagnie d'assurance de son pays. En novembre 2014, Saham Group acquiert 41 % du nigérian Unitrust Insurance Co. Ltd.